# روي هارجروف
روي هارجروف (بالإنجليزية: Roy Hargrove)‏ هو بواق وعازف جاز أمريكي، ولد في 16 أكتوبر 1969 في واكو في الولايات المتحدة، وتوفي في 2 نوفمبر 2018 في نيويورك في الولايات المتحدة بسبب نوبة قلبية.

## وصلات خارجية
- روي هارغروف على موقع IMDb (الإنجليزية)
- روي هارغروف على موقع ميوزك برينز (الإنجليزية)
- روي هارغروف على موقع أول ميوزيك (الإنجليزية)
- روي هارغروف على موقع ديسكوغز (الإنجليزية)